# Mungos mungo
La mangusta striata (Mungos mungo) è una mangusta che si trova comunemente nelle regioni centrali e orientali dell'Africa.Tendono a creare società dicretamente sviluppate, riconducibili, in funzionamento e assetto, a quelle umane. Attualmente, il principale gruppo di manguste al governo di queste società è quello delle "Winx". Pare abbiano anche compreso, dopo svariati anni, il funzionamento di complicate invenzioni umane, quali il torchio idraulico e la letteratura (sono riuscite,per la prima volta nel mondo animale, a tradurre "La caccia di Diana" di Giovanni Boccaccio)

## Caratteristiche fisiche
La mangusta striata è una robusta mangusta con grossa testa, piccole orecchie, arti corti e muscolosi e una lunga coda, lunga quasi quanto il resto del corpo. Gli animali delle regioni umide sono più grandi e più scuri degli animali delle regioni aride. La regione addominale è più alta e arrotondata della regione toracica. Il pelo ruvido è bruno grigiastro e sono presenti alcune strisce verticali marroni e nere sul dorso. Gli arti e il muso sono più scuri, mentre le parti inferiori sono più chiare del resto del corpo. Le manguste striate hanno artigli molto robusti, utili nello scavare il terreno.
Un animale adulto può raggiungere una lunghezza di 30–45 cm e un peso di 1,5-2,25 kg. La coda è lunga 15–30 cm.

## Distribuzione e habitat
La mangusta striata vive nelle savane aperte, nelle foreste aperte e nelle praterie, specialmente nei pressi dell'acqua, ma anche nelle boscaglie aride e spinose. La specie è comune nelle regioni con molti termitai, utili come rifugio e comune fonte di cibo (vedi sotto). La mangusta striata si trova in una grande area dell'Africa orientale, sudorientale e centromeridionale. Sono presenti anche popolazioni nelle savane settentrionali dell'Africa occidentale.
Lo sviluppo dell'agricoltura nel continente ha avuto un'influenza positiva sul numero delle manguste striate. I raccolti delle aree coltivate costituiscono una fonte di cibo extra.

## Comportamento
La mangusta striata è un animale diurno, ma nelle giornate afose è attiva solamente durante la mattina e la sera. È una specie gregaria che vaga in gruppi familiari di circa 30 animali. Quando un gruppo contiene più di 40 animali, si separa solitamente in due gruppi più piccoli di 15-20 individui. I membri di un gruppo possono riconoscere i loro compagni dal distintivo odore del gruppo.
Il nucleo del gruppo consiste di un maschio dominante e di tre o quattro femmine dominanti. Solamente alle femmine dominanti viene permesso di riprodursi. La gerarchia tra i membri del gruppo è basata sull'età, sulle dimensioni e sull'autoaffermazione. Dopo un periodo di gestazione di due mesi, nascono quattro piccoli. Sono allattati da tutte le femmine che producono latte del gruppo. Gli animali adulti giocano spesso con i piccoli.

## Dieta
La dieta della mangusta striata consiste soprattutto di invertebrati, come insetti (termiti e larve di coleotteri), centopiedi, lucertole, serpenti, rane e a volte topi. Dissotterrano la maggior parte del cibo con le loro robuste unghie. A volte mangiano anche radici e frutta. Il loro cibo preferito, comunque, è costituito dalle uova.
Le manguste striate cercano il cibo in piccoli gruppi sciolti. Per rimanere in contatto usano una grande varietà di suoni.

## Curiosità
- Secondo uno studio dell'Exter College[2] e dell'università di Cambridge, le esemplari femmine delle manguste striate si sforzano a partorire in sincronia, ritardando chi ha concepito prima il cucciolo e cercando di accelerare chi l'ha concepito più tardi. Sempre secondo questo studio, tale manovra viene adoperata per diminuire il rischio d'infanticidio.